# Старогородське сільське поселення
Старогоро́дське сільське поселення (рос. Старогородское сельское поселение) — муніципальне утворення у складі Темниковського району Мордовії, Росія. Адміністративний центр — село Старий Город.

## Історія
Станом на 2002 рік існували Алексієвська сільська рада (присілки Алексієвка, Сухово, селища Александровка, Санаксар, Семеновка, Ушаковка) та Старогородська сільська рада (село Старий Город, селище Харіно).
19 травня 2020 року ліквідоване Алексієвське сільське поселення (присілки Алексієвка, Сухово, селища Александровка, Санаксар, Семеновка, Ушаковка) було включено до складу Старогородського сільського поселення.

## Населення
Населення — 803 особи (2019, 1023 у 2010, 1255 у 2002).

## Склад
До складу поселення входять такі населені пункти:
| Населений пункт       | Населення, осіб (2002) | Населення, осіб (2010) |
| --------------------- | ---------------------- | ---------------------- |
| Александровка, селище | 29                     | 30                     |
| Алексієвка, присілок  | 233                    | 225                    |
| Санаксар, селище      | 180                    | 57                     |
| Семеновка, селище     | 8                      | 13                     |
| Старий Город, село    | 589                    | 508                    |
| Сухово, присілок      | 105                    | 95                     |
| Ушаковка, селище      | 111                    | 95                     |
| Харіно, селище        | 0                      | -                      |